# أولفاوية
الأولفاوية (الاسم العلمي: Ulvaceae) هي فصيلة من الطحالب الخضراء تتبع رتبة الأولفاويات من طائفة أولفاناوات.

## أجناس
- الأولفا (الاسم العلمي:Ulva) أو خس البحر وهو الجنس النموذجي لهذه الفصيلة.
- Blidingia
- Chloropelta
- خس البحر
- Percursaria
- Ulvaria
- Umbraulva